# Dorfkirche Zeckerin

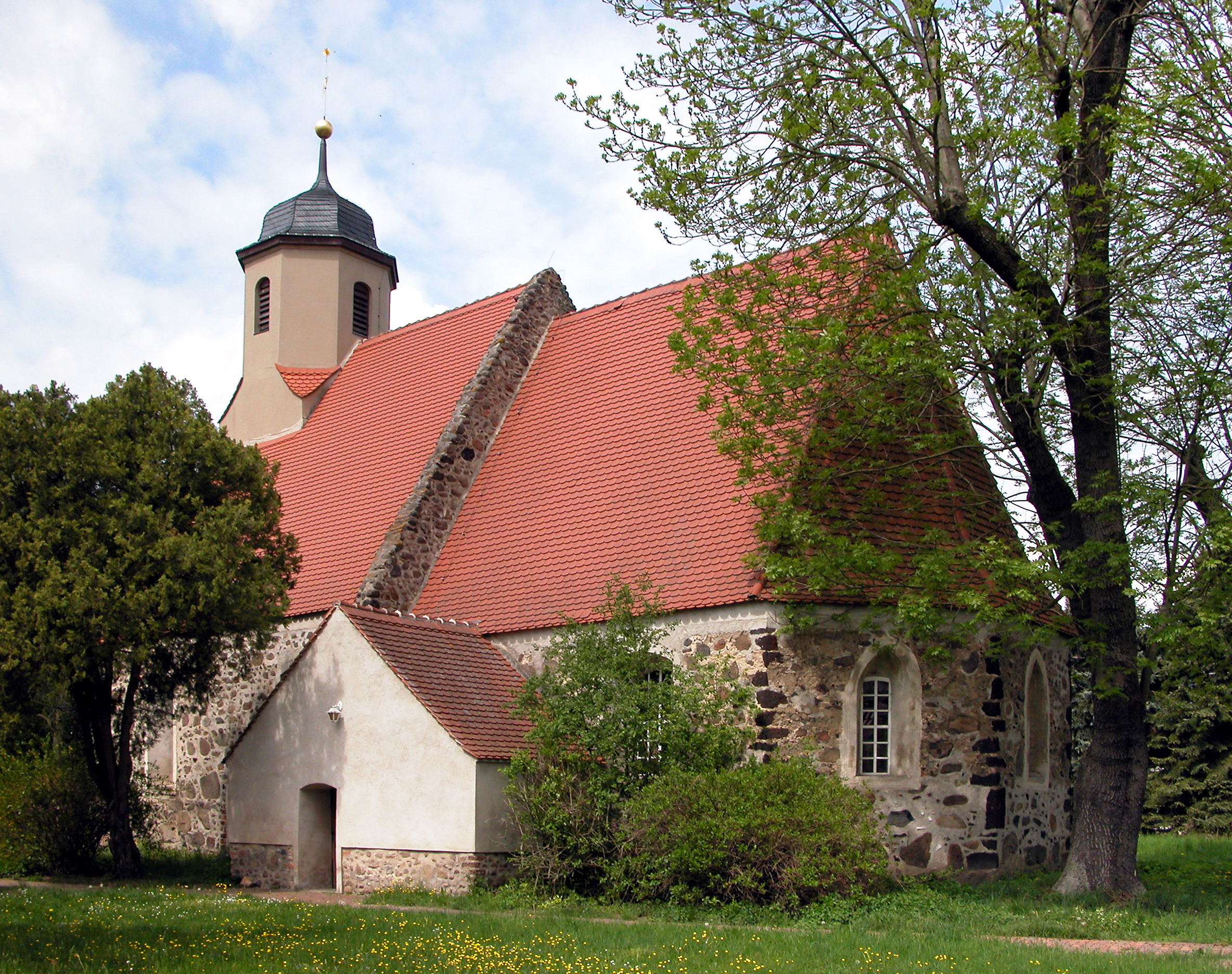
Dorfkirche Zeckerin von Südosten (2015)

Die evangelische Dorfkirche Zeckerin ist eine spätgotische Saalkirche in Zeckerin von Sonnewalde im Landkreis Elbe-Elster in Brandenburg. Sie gehört zur Kirchengemeinde Sonnewalde im Kirchenkreis Niederlausitz der Evangelischen Kirche Berlin-Brandenburg-schlesische Oberlausitz.

## Geschichte und Architektur
Die Kirche ist ein spätgotisches Feldsteinbauwerk aus kurzem Schiff und eingezogenem, dreiseitig geschlossenem Chor. An der Westwand sind Wartesteine  eines ehemals geplanten oder abgebrochenen, eingezogenen Turms zu erkennen. Heute erhebt sich auf dem Dach ein achteckiger Giebelreiter aus verputztem Backsteinmauerwerk mit Haube. Eine Wetterfahne darauf zeigte ehemals das Datum „1897“. Die Fenster wurden bis auf zwei Spitzbogenfenster im Chor barock überformt. Auf der Südseite führen zwei gestufte Backsteinportale zum Schiff (heute vermauert) und in den Chor, das letztere in der barocken Südvorhalle ist mit spätgotischen Beschlägen auf dem Türblatt versehen. Das stichbogige Westportal ist 1799 datiert.
Innen ist die Saalkirche flachgedeckt, an drei Seiten sind Emporen eingebaut, die in den Jahren 1925/30 farbig neu gefasst wurden, die westliche ist vorschwingend, die nördliche Chorempore ist mit Schiffskieldekor versehen.

Galerie
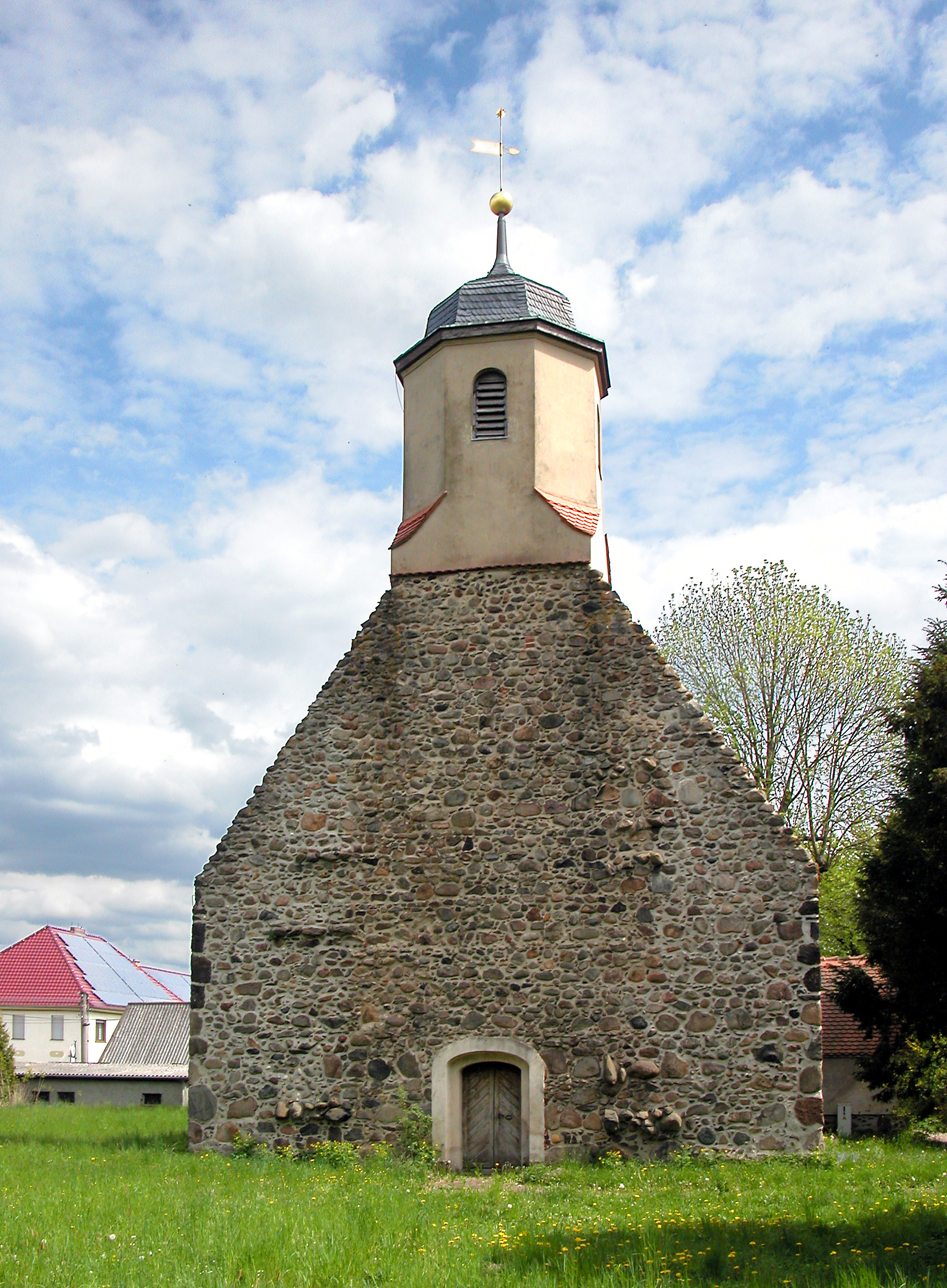
Westfassade (2015)
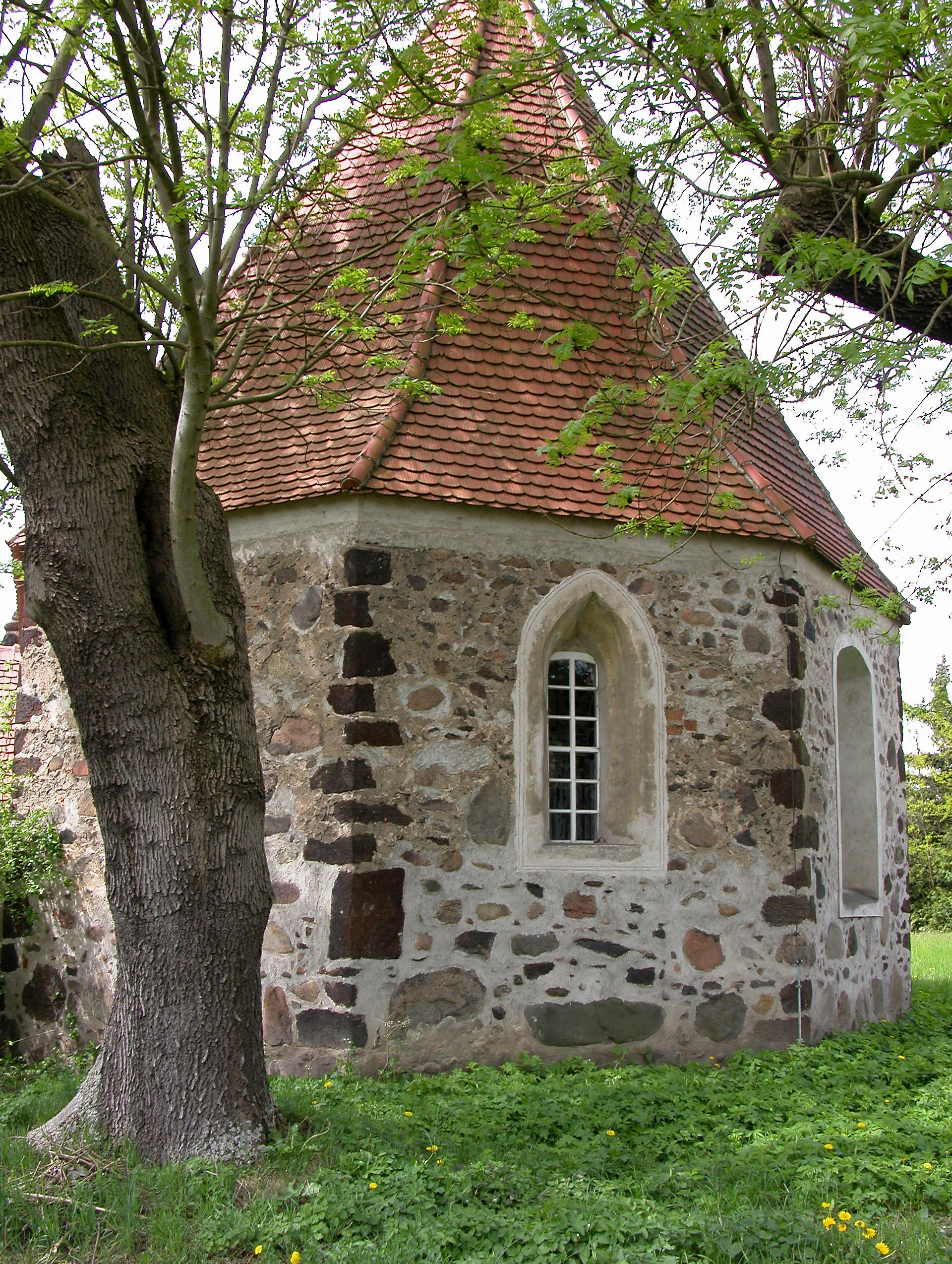
Chorpolygon von Südosten (2015)

## Ausstattung
Der Altaraufsatz ist ein Werk aus der ersten Hälfte des 17. Jahrhunderts in Ädikulaform mit gedrehten Säulen und Ohrmuschelwerkwangen; im Hauptfeld ist ein Gemälde des Gekreuzigten, im Auszug Gottvater und Heiliger Geist über den Wassern dargestellt.
Die Kanzel stammt vom Anfang des 18. Jahrhunderts und ist mit Gemälden Christi und der Evangelisten versehen. Der Taufstein von 1582 besteht aus einem achteckigen Schaft mit flacher Kuppa und Majuskelinschrift über einem Eierstabkranz. Weiterhin ist in der Vorhalle die Kuppa eines großen Taufsteins mit Rundbogenfries aus der Zeit um 1200 erhalten, ähnlich dem in der Dorfkirche Prießen.
Die Orgel ist ein Werk von Johann Christoph Schröther aus dem Jahr 1856 mit acht Registern auf einem Manual und Pedal.
Am Eingang in der Südvorhalle ist ein Gemälde vom Ende des 19./Anfang des 20. Jahrhunderts mit der Darstellung eines Hirtenjungen zu sehen, welcher dem Säugling auf dem Arm seiner Mutter Blumen übergibt.